# Löftadalens landskommun
Löftadalens landskommun var en tidigare kommun i Hallands län.

## Administrativ historik
Kommunen bildades som storkommun vid kommunreformen 1952 genom sammanläggning av Frillesås landskommun, Gällinge landskommun, Idala landskommun, Landa landskommun och Ölmevalla landskommun.
Kommunen ägde bestånd fram till år 1974, då den gick upp i Kungsbacka kommun.
Kommunkoden var 1328.

### Kyrklig tillhörighet
I kyrkligt hänseende tillhörde kommunen församlingarna Frillesås, Gällinge, Idala, Landa och Ölmevalla.

## Geografi
Löftadalens landskommun omfattade den 1 januari 1952 en areal av 156,79 km², varav 151,36 km² land.

### Tätorter i kommunen 1960
I Löftadalens landskommun fanns tätorten Frillesås, som hade 372 invånare den 1 november 1960. Tätortsgraden i kommunen var då 12,6 procent.

## Politik

### Mandatfördelning i valen 1950-1970
| 3 | 6 | 25 |  |

| 34 |

| 4 | 9 | 21 |  |

| 33 |

| 5 | 7 | 21 | 2 |

| 33 |

| 6 |  | 23 | 2 | 3 |

| 34 |

| 6 | 21 | 4 |  | 3 |

| 32 |

| 6 | 21 | 4 |  | 3 |

| 32 |